# Быков, Николай Николаевич
Николай Николаевич Быков (1923—1978) — советский врач-хирург и организатор здравоохранения, заведующий хирургическим отделением Саратовской областной больницы №2. Герой Социалистического Труда (1969).

## Биография
Родился 22 декабря 1923 года в городе Саратове. 
В 1942 году, в возрасте девятнадцати лет, призван в ряды  в Рабоче-Крестьянской Красной армии и направлен в действующую армию на фронт. Участник Великой Отечественной войны в составе 15-го гвардейского воздушно-десантного полка в должности автоматчика-десантника. Воевал на Северо-Западном фронте, 9 марта 1943 года в период боёв за город Старая Русса получил тяжёлое ранение в обе ноги, спину, руку и голову, в результате ранения получил анкилоз правого лучезапястного сустава и перелом костей обеих ног. В 1943 году после лечения в военном госпитале был комиссован из рядов Советской армии. 3 мая 1951 года за участие в войне и проявленные при этом мужество и героизм Н. Н. Быков был награждён орденом Красной Звезды. 
С 1943 по 1948 год проходил обучение в Саратовском медицинском институте. С 1948 по 1955 год работал в должности участкового врача Хватовского врачебного участка Базарно-Карабулакского района Саратовской области. С 1955 по 1957 год работал врачом-хирургом в Саратовском госпитале для инвалидов войны. 
С 1957 по 1976 год, в течение девятнадцати лет, Н. Н. Быков работал в должности заведующего урологическим отделением Саратовской областной больницы №2. 
4 февраля 1969 года Указом Президиума Верховного Совета СССР «за большие заслуги в области охраны здоровья советского народа» Николай Николаевич Быков был удостоен звания Героя Социалистического Труда с вручением Ордена Ленина и золотой медали «Серп и Молот».
С 1976 по 1978 год работал в должности заведующего хирургическим отделением Саратовской областной больницы №2. 
Скончался 27 июня 1978 года в городе Саратове, похоронен на Елшанском кладбище. 

## Награды
- Медаль «Серп и Молот» (04.02.1969)
- Орден Ленина (04.02.1969)
- Орден Красной Звезды (30.05.1951)
- Медаль «За победу над Германией в Великой Отечественной войне 1941—1945 гг.» (09.05.1945)